# Championnats du monde d'aviron 2006
Navigation
Kaizu 2005 Munich 2007
Les Championnats du monde d'aviron 2006, 35e du nom, se tiennent du 20 au 27 août 2006 à Eton en Angleterre.

## Podiums

### Hommes
| Épreuves                           | Or | Or            | Argent | Argent        | Bronze | Bronze        |
| ---------------------------------- | --- | ------------- | --- | ------------- | --- | ------------- |
| Skiff M1x                          | Nouvelle-Zélande • Mahé Drysdale | 6 min 35 s 40 | Allemagne • Marcel Hacker | 6 min 35 s 49 | Tchéquie • Ondřej Synek | 6 min 37 s 51 |
| Skiff poids légers LM1x            | Royaume-Uni • Zac Purchase | 6 min 47 s 82 | Espagne • Juan Zunzunegui | 6 min 50 s 14 | Nouvelle-Zélande • Duncan Grant | 6 min 52 s 73 |
| Deux de couple M2x                 | France • Jean-Baptiste Macquet • Adrien Hardy | 6 min 7 s 60  | Slovénie • Luka Špik • Iztok Čop | 6 min 9 s 79  | Royaume-Uni • Matthew Wells • Stephen Rowbotham | 6 min 10 s 95 |
| Deux de pointe M2-                 | Australie • Drew Ginn • Duncan Free | 6 min 18 s 00 | Nouvelle-Zélande • Nathan Twaddle • George Bridgewater | 6 min 19 s 13 | Canada • Kevin Light • Malcolm Howard | 6 min 21 s 83 |
| Deux de pointe avec barreur M2+    | Serbie • Nikola Stojić • Jovan Popović • Ivan Ninkovic | 6 min 51 s 27 | Italie • Francesco Gabriele • Dario Cerasola • Andrea Riva | 6 min 54 s 39 | Canada • James Byrnes • Derek O'Farrell • Brian Price | 6 min 55 s 41 |
| Deux de couple poids légers LM2x   | Danemark • Mads Rasmussen • Rasmus Quist Hansen | 6 min 11 s 42 | Italie • Marcello Miani • Elia Luini | 6 min 14 s 90 | France • Fabrice Moreau • Frédéric Dufour | 6 min 15 s 94 |
| Deux de pointe poids légers LM2-   | Allemagne • Ole Rückbrodt • Felix Otto | 6 min 28 s 41 | Espagne • Juan Manuel Florido Pellón • Jesús González Álvarez | 6 min 30 s 17 | Italie • Andrea Caianiello • Salvatore Di Somma | 6 min 30 s 64 |
| Quatre de couple M4x               | Pologne • Konrad Wasielewski • Marek Kolbowicz • Michał Jeliński • Adam Korol                                                                                           | 5 min 38 s 99 | Ukraine • Volodymyr Pavlovskyy • Dmytro Prokopenko • Serhiy Biloushchenko • Serhiy Hryn | 5 min 40 s 47 | Estonie • Allar Raja • Igor Kuzmin • Tõnu Endrekson • Andrei Jämsä | 5 min 41 s 23 |
| Quatre de pointe M4-               | Royaume-Uni • Steve Williams • Peter Reed • Alex Partridge • Andrew Triggs-Hodge                                                                                        | 5 min 43 s 75 | Allemagne • Gregor Hauffe • Toni Seifert • Urs Käufer • Philip Adamski | 5 min 44 s 64 | Pays-Bas • Geert Cirkel • Jan-Willem Gabriëls • Matthijs Vellenga • Gijs Vermeulen                                                                                                 | 5 min 45 s 54 |
| Quatre de pointe avec barreur M4+  | Allemagne • Jan-Martin Bröer • Matthias Flach • Philipp Naruhn • Florian Eichner • Martin Sauer                                                                         | 6 min 5 s 77  | Canada • Max Lang • Chris Aylard • Robert Gibson • Will Crothers • Stephen Cheng | 6 min 6 s 47  | Nouvelle-Zélande • James Dallinger • Steven Cottle • Paul Gerritsen • Dane Boswell • Daniel Quigley                                                                                | 6 min 7 s 37  |
| Quatre de couple poids légers LM4x | Italie • Gardino Pellolio • Daniele Gilardoni • Luca Moncada • Daniele Danesin                                                                                          | 5 min 53 s 83 | Allemagne • Kai Anspach • Martin Rückbrodt • Knud Lange • Christoph Schregel | 5 min 55 s 87 | France • Bastien Tabourier • Quentin Colard • Maxime Goisset • Rémi Di Girolamo | 5 min 57 s 42 |
| Quatre de pointe poids légers LM4- | Chine • Huang Zhongming • Wu Chongkui • Zhang Lin • Tian Jun | 5 min 49 s 43 | France • Franck Solforosi • Jérémy Pouge • Jean-Christophe Bette • Fabien Tilliet | 5 min 51 s 26 | Irlande • Gearoid Towey • Eugene Coakley • Richard Archibald • Paul Griffin | 5 min 51 s 35 |
| Huit M8+                           | Allemagne • Jörg Dießner • Sebastian Schulte • Stephan Koltzk • Philipp Stüer • Jan Tebrügge • Ulf Siemes • Thorsten Engelmann • Bernd Heidicker • Peter Thiede         | 5 min 21 s 85 | Italie • Lorenzo Carboncini • Niccolò Mornati • Luca Agamennoni • Alessio Sartori • Mario Palmisano • Dario Dentale • Pierpaolo Frattini • Carlo Mornati • Gaetano Iannuzzi                  | 5 min 23 s 29 | États-Unis • Paul Daniels • Matt Deakin • Steven Coppola • Kenneth Jurkowski • Giuseppe Lanzone • Daniel Walsh • Beau Hoopman • Marcus McElhenney • Christopher Liwski             | 5 min 24 s 14 |
| Huit poids légers LM8+             | Italie • Luigi Scala • Giorgio Tuccinardi • Livio La Padula • Franco Sancassani • Martino Goretti • Michele Savrie • Jiri Vlcek • Fabrizio Gabriele • Andrea Lenzi (st) | 5 min 36 s 35 | Allemagne • Marc Rippel • Christian Scherhag • Bjoern Steinfurth • Alexander Bernhardt • Jost Schoemann-Finck • Matthias Schoeman-Finck • Lutz Ackermann • Matthias Veit • Felix Erdman (st) | 5 min 38 s 48 | Pologne • Tomasz Kowalik • Lukasz Siemion • Mariusz Stańczuk • Jaroslaw Bielaszewski • Szymon Wisniewski • Maciej Madej • Lukasz Pawlowski • Cezary Mrozowicz • Rafal Wozniak (st) | 5 min 38 s 71 |

### Femmes
| Épreuves                           | Or | Or            | Argent | Argent        | Bronze | Bronze        |
| ---------------------------------- | --- | ------------- | --- | ------------- | --- | ------------- |
| Skiff W1x                          | Biélorussie • Ekaterina Karsten-Khodotovitch | 7 min 11 s 02 | Tchéquie • Mirka Knapkova | 7 min 15 s 02 | Suède • Frida Svensson | 7 min 18 s 35 |
| Skiff poids légers LW1x            | Pays-Bas • Marit van Eupen | 7 min 32 s 26 | Allemagne • Berit Carow | 7 min 33 s 61 | Espagne • Teresa Mas De Xaxars | 7 min 34 s 98 |
| Deux de couple W2x                 | Australie • Liz Kell • Brooke Pratley | 6 min 47 s 67 | Allemagne • Britta Oppelt • Susanne Schmidt | 6 min 47 s 95 | Nouvelle-Zélande • Georgina Evers-Swindell • Caroline Evers-Swindell                                                                        | 6 min 48 s 82 |
| Deux de pointe W2-                 | Canada • Darcy Marquardt • Jane Rumball | 6 min 54 s 68 | Nouvelle-Zélande • Juliette Haigh • Nicky Coles | 6 min 56 s 72 | Allemagne • Nicole Zimmerman • Elke Hipler                                                                                                  | 6 min 57 s 11 |
| Deux de couple poids légers LW2x   | Chine • Xu Dongxiang • Yan Shimin | 6 min 55 s 12 | Australie • Marguerite Houston • Amber Halliday | 6 min 56 s 57 | Grèce • Chrysi Biskitzi • Alexandra Tsiavou                                                                                                 | 6 min 57 s 14 |
| Quatre de couple W4x               | Royaume-Uni • Debbie Flood • Sarah Winckless • Frances Houghton • Katherine Grainger                                                                   | 6 min 12 s 50 | Australie • Catriona Sens • Sonia Mills • Dana Faletic • Sally Kehoe                                                                                              | 6 min 13 s 99 | Allemagne • Christiane Huth • Magdalena Schmude • Jeannine Hennicke • Stephanie Schiller                                                    | 6 min 14 s 67 |
| Quatre de pointe W4-               | Australie • Robyn Selby Smith • Jo Lutz • Amber Bradley • Kate Hornsey                                                                                 | 6 min 25 s 35 | Chine • Yu Fei • Li Meng • Li TOng • Luo Xiuhua | 6 min 26 s 75 | États-Unis • Portia Johnson • Erin Cafaro • Esther Lofgren • Rachel Jeffers                                                                 | 6 min 28 s 66 |
| Quatre de couple poids légers LW4x | Chine • Yu Hua • Chen Haixia • Fan Xuefei • Liu Jing                                                                                                   | 6 min 23 s 96 | Danemark • Kirsten Jepsen • Sine Christiansen • Katrin Olsen • Juliane Rasmussen                                                                                  | 6 min 28 s 16 | Royaume-Uni • Laura Ralston • Lindsay Dick • Hester Goodsell • Sophie Hosking                                                               | 6 min 30 s 02 |
| Huit W8+                           | États-Unis • Brett Sickler • Megan Cooke • Anna Goodale • Lindsay Shoop • Anna Mickelson • Susan Francia • Caroline Lind • Caryn Davies • Mary Whipple | 5 min 55 s 50 | Allemagne • Nina Wengert • Johanna Rönfeldt • Christina Gerking • Nadine Schmultzer • Lenka Wech • Maren Derlien • Nicole Zimmerman • Elke Hipler • Annina Ruppel | 5 min 57 s 29 | Australie • Jo Lutz • Robyn Selby Smith • Amber Bradley • Kate Hornsey • Emily Martin • Sarah Cook • Kim Crow • Sarah Heard • Lizzy Patrick | 6 min 00 s 29 |

## Tableau des médailles par pays
| Rang | Nation           | Or | Argent | Bronze | Total |
| ---- | ---------------- | -- | ------ | ------ | ----- |
| 1er  | Australie        | 3  | 2      | 1      | 6     |
| 2e   | Chine            | 3  | 1      | 0      | 4     |
| 3e   | Royaume-Uni      | 3  | 0      | 2      | 5     |
| 4e   | Allemagne        | 2  | 6      | 2      | 10    |
| 5e   | Italie           | 1  | 3      | 0      | 4     |
| 6e   | Nouvelle-Zélande | 1  | 2      | 3      | 6     |
| 7e   | France           | 1  | 2      | 2      | 5     |
| 8e   | Canada           | 1  | 1      | 2      | 4     |
| 9e   | Danemark         | 1  | 1      | 0      | 2     |
| 10e  | États-Unis       | 1  | 0      | 2      | 3     |
| 11e  | Pays-Bas         | 1  | 0      | 1      | 2     |
| 12e  | Biélorussie      | 1  | 0      | 0      | 1     |
| -    | Pologne          | 1  | 0      | 0      | 1     |
| -    | Serbie           | 1  | 0      | 0      | 1     |
| 15e  | Tchéquie         | 0  | 1      | 1      | 2     |
| -    | Espagne          | 0  | 1      | 1      | 2     |
| 17e  | Slovénie         | 0  | 1      | 0      | 1     |
| 18e  | Estonie          | 0  | 0      | 1      | 1     |
| -    | Grèce            | 0  | 0      | 1      | 1     |
| -    | Irlande          | 0  | 0      | 1      | 1     |
| -    | Suède            | 0  | 0      | 1      | 1     |